# Prowincja Trapani
Prowincja Trapani (wł. Provincia di Trapani) – prowincja we Włoszech. 
Nadrzędną jednostką podziału administracyjnego jest region (tu: Sycylia), a podrzędną jest gmina.
Działała do 4 sierpnia 2015.
Liczba gmin w prowincji: 24.